# Oligarcha
Oligarcha là một chi bướm đêm thuộc họ Noctuidae.

## Loài
- Oligarcha coryphaea (Püngeler, 1900)